# IFK Lidingö Konståkningsklubb
IFK Lidingö Konståkningsklubb har bedrivit verksamhet sedan 1986. Föreningen håller till på Lidingö i Childhoodhallen. IFK Lidingö Konståkningsklubb är en ideell verksamhet. I Klubben finns det åkare på alla nivåer från elit till nybörjare. Utöver tävling och tränings verksamheten har klubben även vuxengrupp och skridskoskola.